# Ива Ричардсона
И́ва Ричардсона (лат. Salix richardsonii) — вид цветковых растений из рода Ива (Salix) семейства Ивовые (Salicaceae).

## Распространение и экология
В природе ареал вида охватывает Анадырь и Северную Америку.
Произрастает в березово-ольховниковых зарослях по берегам водоёмов.

## Ботаническое описание
Кустарник высотой до 1—2,5 м, с растопыренными во все стороны толстыми, извилистыми, серо-войлочными ветвями.
Прилистники узколанцетные, острые. Листья длиной 2,5—3 см, шириной около 0,7 см, плоские, голые, слегка блестящие, сверху зелёные, снизу бледные или сизые, яйцевидно-эллиптические, ланцетные или узколанцетные, почти цельнокрайные.
Серёжки сидячие, конечные, волосистые, прямые, тупые, толсто-цилиндрические. Прицветные чешуи чёрные, островатые, опушённые длинными серебристыми волосками. Завязь конически-клювовидная, голая или очень слабо серо-пушистая, сидячая; столбик удлинённый, буроватый; рыльца коротко раздельные, расходящиеся.

## Таксономия
Вид Ива Ричардсона входит в род Ива (Salix) семейства Ивовые (Salicaceae) порядка Мальпигиецветные (Malpighiales).
|  |                                      |  |                                                             |                                                             |                  |  | ещё 36 семейств (согласно Системе APG II) | ещё 36 семейств (согласно Системе APG II) |                    |  |  |  | ещё более 500 видов |
|  |                                      |  |                                                             |                                                             |                  |  | ещё 36 семейств (согласно Системе APG II) | ещё 36 семейств (согласно Системе APG II) |                    |  |  |  | ещё более 500 видов |
|  |                                      |  |                                                             | порядок Мальпигиецветные                                    |                  |  |                                           |                                           | род Ива            |  |  |  |                     |
|  |                                      |  |                                                             | порядок Мальпигиецветные                                    |                  |  |                                           |                                           | род Ива            |  |  |  |                     |
|  | отдел Цветковые, или Покрытосеменные |  |                                                             |                                                             | семейство Ивовые |  |                                           |                                           | вид Ива Ричардсона |  |  |  |                     |
|  | отдел Цветковые, или Покрытосеменные |  |                                                             |                                                             | семейство Ивовые |  |                                           |                                           |                    |  |  |  |                     |
|  |                                      |  | ещё 44 порядка цветковых растений (согласно Системе APG II) | ещё 44 порядка цветковых растений (согласно Системе APG II) |                  |  |                                           | ещё около 57 родов                        | ещё около 57 родов |  |  |  |                     |
|  |                                      |  |                                                             | ещё 44 порядка цветковых растений (согласно Системе APG II) |                  |  |                                           |                                           | ещё около 57 родов |  |  |  |                     |